# Colombiarall
Colombiarall (Mustelirallus colombiana) är en fågel i familjen rallar inom ordningen tran- och rallfåglar.

## Utbredning och systematik
Colombiarall delas in i två underarter med följande utbredning:
- Mustelirallus colombiana ripleyi – förekommer i det karibiska låglandet i Panama och angränsande nordvästra Colombia
- Mustelirallus colombiana colombianus – förekommer i Sierra Nevada de Santa Marta i nordöstra Colombia samt i kustnära nordvästra Ecuador

### Släktestillhörighet
Colombiarallen placeras traditionellt i Neocrex tillsammans med gulrödnäbbad rall. Genetiska studier visar att de är nära släkt med vithakad rall, tidigare i Porzana. Dessa har därför förts till ett och samma släkte, där Mustelirallus har prioritet, Senare studier visar att även zapatarallen (Cyanolimnas serverai) är närbesläktad och därför också förts till släktet.

## Status
IUCN placerar arten i hotkategorin kunskapsbrist.